# Pandemia de COVID-19 en Estonia
La pandemia de COVID-19 en Estonia es parte de la pandemia mundial en curso de la enfermedad por coronavirus 2019 (COVID-19) causada por el coronavirus 2 del síndrome respiratorio agudo severo (SARS-CoV-2). Se confirmó que el virus se había extendido a Estonia cuando se confirmó el primer caso en Tallin el 27 de febrero de 2020. El 11 de marzo, 15 personas en Estonia habían sido diagnosticadas con el virus, todas ellas infectadas fuera del país, principalmente en el norte de Italia. El 12 de marzo, surgieron los primeros casos de infecciones de transmisión local, y el 13 de marzo, el gobierno de Estonia declaró el estado de emergencia hasta el 1 de mayo de 2020. Como resultado, se cerraron todas las escuelas y universidades y se prohibieron todas las reuniones públicas, incluidos los eventos deportivos y culturales.
Hasta el 21 de febrero de 2022, se contabiliza la cifra de 462,728 casos confirmados 2,170 fallecidos y 335,623 pacientes recuperados del virus.

## Antecedentes
El 12 de enero de 2020, la Organización Mundial de la Salud (OMS) confirmó que un nuevo coronavirus era la causa de una enfermedad respiratoria en un grupo de personas en la ciudad de Wuhan, provincia de Hubei, China, que se informó a la OMS el 31 de diciembre de 2019.
El índice de letalidad para COVID-19 ha sido mucho más bajo que el SARS de 2003, pero la transmisión ha sido significativamente mayor, con un número total de muertes significativas.

## Cronología

### Febrero
27 de febrero: Estonia confirmó el primer caso de COVID-19, un ciudadano iraní cayó enfermo a bordo de un autobús desde Riga, Letonia a Tallin y se llamó a sí mismo una ambulancia, el hombre de 34 años dio positivo. Originalmente había partido de Irán y había volado de Turquía a Riga.

### Marzo
Una segunda persona dio positivo; el paciente había llegado el 29 de febrero desde Bérgamo, Italia, viajando por el aeropuerto de Riga. Otros dos pasajeros estonios del mismo vuelo y un retornado de Bérgamo, que llegaron a través del aeropuerto de Tallin, dieron positivo el 5 de marzo.
6 de marzo: la Junta de Salud anunció 5 casos más, todos habían viajado a bordo del mismo vuelo desde Bérgamo, Italia a Riga, Letonia el 29 de febrero, lo que elevó el total de personas infectadas a bordo del vuelo a ocho, y el total número de casos en Estonia a diez.
6 de marzo: la escuela secundaria Kristiine en Tallin estuvo cerrada durante dos semanas, luego de que un estudiante que había regresado del norte de Italia fue enviado a la escuela por sus padres a pesar de haberse sentido mal después del viaje. El alumno y su familia dieron positivo en COVID-19. A los 850 estudiantes de la escuela se les dijo que se quedaran en casa.
10 de marzo: Tres personas más fueron diagnosticadas con COVID-19. Dos de ellos habían regresado del norte de Italia y uno de Francia.
11 de marzo: la Junta de Salud confirmó cuatro casos más, incluida una persona de Tallin, que había regresado de una zona de riesgo; y una persona en Tartu, que había regresado de Milán el 7 de marzo. También se confirmaron los dos primeros casos en Saaremaa: los pacientes habían estado en contacto con los miembros del equipo Power Volley Milano durante los partidos de la Copa Challenge CEV 2019–20 celebrados en Saaremaa los días 4 y 5 de marzo. El 9 de marzo, cinco jugadores del Milan habían sido diagnosticados con fiebre antes de un partido de liga. Los infectados en Saaremaa incluyeron al CEO del club de voleibol Saaremaa VK.
12 de marzo: la Junta de Salud anunció 10 nuevos casos, lo que eleva el número total de casos confirmados a 27. Los nuevos casos confirmaron la transmisión del virus a nivel local.
13 de marzo: se declara el estado de emergencia. Por la mañana, el número de infectados había llegado a 41. Por la noche, el número de casos había alcanzado 79, duplicando el total de casos durante la noche, con los primeros casos reportados en Võru, Pärnu e Ida-Viru County.
14 de marzo: el número de infectados fue de 115. Por condado, el recuento de infectados fue: 54 casos en Tallin y el condado de Harju, 31 en el condado de Saare, 9 en el condado de Võru, 6 en el condado de Tartu, 12 en el condado de Pärnu y 3 en Lääne-Viru y el condado de Ida-Viru cada uno. Se analizaron un total de 853 muestras.
15 de marzo: El número de casos confirmados fue de 171. Desde el 31 de enero, se analizaron un total de 1.133 muestras.
Debido a la amplia propagación de la enfermedad, se modificaron los criterios para realizar las pruebas, de modo que solo las personas con síntomas más graves, los grupos de riesgo, los trabajadores de la salud y las personas que prestaban servicios vitales debían someterse a prueba.
16 de marzo: el número de infectados confirmados fue de 205. Se analizaron un total de 1,387 muestras.
17 de marzo: el número de infectados confirmados fue de 225. Se analizaron un total de 1.625 muestras.
18 de marzo: el número de infectados confirmados fue de 258. Se analizaron un total de 2.020 muestras.
19 de marzo: el número de infectados confirmados fue de 267. Se analizaron un total de 2,259 muestras.
20 de marzo: el número de infectados confirmados fue de 283. Se analizaron un total de 2,504 muestras.
21 de marzo: el número de infectados confirmados fue de 306. Se analizaron un total de 2.812 muestras.
22 de marzo: el número de infectados confirmados fue de 326. Se analizaron un total de 3,229 muestras.
23 de marzo: el número de infectados confirmados fue de 352. Se analizaron un total de 3.724 muestras.
25 de marzo: primera muerte de un paciente con coronavirus.
26 de marzo: en el hogar de ancianos de Südamekodu en Saaremaa, dos residentes dieron positivo por coronavirus.
27 de marzo: después de que todos los residentes y trabajadores de la casa de ancianos Südamekodu en Saaremaa fueran examinados, 22 residentes y 3 trabajadores dieron positivo para COVID-19.
29 de marzo: Dos muertes más confirmadas de pacientes con coronavirus, lo que eleva el total a 3 muertes en el país.
30 de marzo: la Junta de Salud solicitó la instalación de un hospital de campaña en Kuressaare.

### Abril
2 de abril :comenzó la construcción del hospital de campaña, junto al hospital normal de Kuressaare.
16 de abril: el número total de casos confirmados en el país fue de 1.434, de los cuales 133 se recuperaron y 36 fallecieron.

Número de casos (azul) y número de fallecidos (rojo) en una escala logarítmica.

## Estadísticas

### Gráficos

#### Pacientes hospitalizados y en UCI
Hospitalizados de COVID-19 , fuente: Health Board, koroonakaart.ee

## Respuesta de la Unión Europea
A partir de finales del primer trimestre de 2020, varios de los Estados miembros de la Unión se confrontaron a la crisis sanitaria de la pandemia de COVID-19. El impacto mediático generado por la situación, precipitó a los gobiernos nacionales y a las instituciones europeas a una situación sin precedentes, que en marzo, llevó a que los Estados miembros aceptaran la recomendación emitida por la Comisión Von der Leyen sobre lo que deberían hacer para restringir la entrada en el territorio a los residentes extracomunitarios. Casi al mismo tiempo, la Comisión lanzó su primera reserva de material médico con el fin de repartirlo a los Estados de la Unión más afectados por la pandemia.
En abril se sucedieron numerosas acciones políticas en respuesta a la crisis. En primer lugar reaccionó el Banco Central Europeo (BCE) con un programa de compra de títulos para evitar el colapso de los mercados de deuda, lo que contribuyó a estabilizar la situación financiera. Entonces, tras ser aprobada por primera vez la denominada “cláusula general de salvaguarda” prevista para escenarios de graves crisis generalizadas que afecten a la eurozona, la Comisión pudo levantar los límites que fijaba el pacto de estabilidad y crecimiento. De esta forma se autorizó a los gobiernos nacionales a inyectar en la economía tanto dinero «como fuese necesario». A dicha flexibilización se añadieron también los cambios en la autorización de ayudas públicas, ya que la normativa permitió otorgar hasta 800.000 euros por compañía en forma de subvención directa o ventajas fiscales. De manera complementaria, el Eurogrupo logró un acuerdo la segunda semana de abril que estableció los detalles de la primera red de seguridad comunitaria contra los efectos de la pandemia.
Pero el anuncio más destacado llegó el 18 de mayo de 2020, cuando en una rueda de prensa Merkel y Macron presentaron un plan para la UE en el marco de la crisis de la pandemia. Este impulso se integró con varias acciones institucionales de las semanas anteriores, y sirvió de base al plan recuperación económica (Next Generation EU) presentado por Von der Leyen la semana siguiente. Empero, el anuncio conjunto de Merkel y Macron fue impulsado por un fallo del Tribunal Constitucional de Alemania, que días antes había puesto en duda la independencia del Banco Central Europeo (BCE) para mantener a flote las economías de los miembros más vulnerables de la organización, así como la gobernabilidad de la UE. Hasta entonces, Merkel —quien ocho años antes, en el punto más álgido de la crisis del euro, aseguró que no habría eurobonos «mientras yo viva»— se había opuesto a la propuesta de Macron para crear un fondo que obligaría a los 27 a aumentar la deuda de forma conjunta.
En diciembre de 2020, la vacuna Tozinameran contra la COVID-19 logró la autorización de comercialización en la UE. BioNTech (Societas europaea), el laboratorio al origen de dicho producto, había recibido más de 9 millones de euros de financiación de la UE para la investigación durante la década precedente. Además, en junio fue beneficiario de un préstamo de 100 millones de euros del Banco Europeo de Inversiones (BEI), respaldado por la UE. Esto ayudó al laboratorio alemán a ampliar sus capacidades de fabricación y a suministrar la vacuna a nivel mundial.
En el plano internacional, durante el mes de mayo la Comisión lanzó la "Respuesta mundial al coronavirus", una acción que perseguía el «acceso universal a vacunas, tratamientos y tests de coronavirus asequibles». En la primera jornada del evento quedó cubierto el objetivo monetario de 7400 millones de euros, más de un tercio de los cuales procedían de la UE y sus Estados miembros. Este “maratón mundial de donantes”, dio paso al lanzamiento de una campaña denominada Global Goal: Unite for our Future que culminó el 27 de junio con una cumbre mundial de donantes, presidida por Von der Leyen, que recaudo 6.150 millones de euros.